# Polyák Lilla
Polyák Lilla (Győr, 1976. március 16. –) magyar énekesnő, színésznő. 2023-tól családjával Kanadában él.

## Életpályája
Édesapja dr. Polyák Zoltán (1952-1987), a GyÁÉV (Győr-Sopron megyei Állami Építőipari Vállalat) gazdasági igazgatója volt, az ő elvesztése ihlette 2021-ben megjelent Maradj című dalát. Édesanyja Polyák Zoltánné (Botos Márta) pedig volt a Gardénia rt. vezérigazgatója, majd az OTP Bank Rt. nyugat-magyarországi régiójának ügyfélkapcsolati igazgatója is. Egy öccse van, Zoltán. Kanadába költözött.
Már a győri Gárdonyi Géza Általános Iskola tanulójaként vers- és prózamondó versenyeket nyert. Középiskolai tanulmányait a győri Révai Miklós Gimnáziumban kezdte. Itt vált fontossá számára a zene és az éneklés, amikor egy helyi feltörekvő amatőr együttes tagja lett. A sikerekkel megerősítve elhatározta, hogy profi énekes, zenés színész lesz, s hogy ezt megvalósítsa, még 1993-ban, 17 évesen elköltözött Budapestre, így 1994-ben már a Madách Imre Gimnáziumban érettségizett.
Első férje Homonnay Zsolt volt, akivel a főiskolai évek alatt szerettek egymásba. 2000-ben kötötték össze életüket, majd 2009-ben megújítva is, immár a házasságukból született két gyermekükkel, Zsomborral (2004) és Bulcsúval (2007). 2016-ban elváltak. Második férje Gömöri András Máté, akivel 2018-ban kötött házasságot.
2016-ban a Magyar Turisztikai Ügynökség felkérése a #helloHungary Sopron és Fertő-tó régió nagykövete lett.
2023 nyarán férjével és fiával együtt Kanadába, Torontóba költözött, azóta ott él.

### Színházi karrier
Az érettségi után egy évet töltött a Győri Nemzeti Színházban, ahol főként zenés darabokban játszott, így rábízták a Kölyök szerepét is A padlás című musicalben, miközben készült a felvételire.
Zenés beállítottsága ellenére 1995-ben a Színház- és Filmművészeti Egyetem prózai tagozatára nyert felvételt. Horvai István és Máté Gábor osztályába járt. Már a Vígszínházban töltött gyakorlata során főszerepet kapott, például Dorothy-t alakította az Óz, a csodák csodája című előadásban, majd a Pesti Vigadó show-műsorában együtt szerepelt Détár Enikővel, Szulák Andreával, Csengeri Ottiliával és Homonnay Zsolttal is. 1999-ben szerzett diplomát. Mivel jól beszél németül, még ebben az évben szerződtették Bécsben a Vereinigte Bühnen színházához, a Teather an der Wien Mozart! című musicaljébe, ahol Waldstätten bárónőt alakította. Ez idő alatt Amstettenben a Moby Dick című produkcióban lépett színpadra, a Pécsi Nemzeti Színház Jézus Krisztus Szupersztárjában pedig Mária Magdolna szerepét alakította. 2001 végén tért haza Magyarországra, ettől kezdve számos musicalben és prózai darabban is játszott Budapesten és vidéken egyaránt.
A Budapesti Operettszínházban az Elisabeth, a Madách Színházban az Anna Karenina címszerepét játszotta. Majd előbbiben magyarul is elénekelhette a Mozart! musicalból Waldstätten bárónő szerepét, illetve Szépség és a Szörnyeteg című musicallel Ausztriában, Németországban és Svájcban is turnézhatott. Megmutatkozott a Rómeó és Júlia Capuletnéja és a Dada szerepében is, illetve Webber József és a színes szélesvásznú álomkabát című új musicalben alakította 2008-tól a „harmadik Narrátor” szerepét. 2009-től a Madách Színház Spamalot című humorral teli produkciójában a női főszereplő, a Tó úrnője, majd 2010-től az Operettszínház új bemutatójában, a Rebeccában kapta meg az őrült házvezetőnőt, Mrs. Danvers szerepét. 2010-ben a Madách Színházban is eljátszotta a Jézus Krisztus Szupersztár Mária Magdolnáját, majd 2011-ben a Csoportterápia című produkció Natasája lett, 2012-ben pedig két újabb szerepet kapott a zenés teátrumban: Kozmutza Flórát az Én, József Attila című zenés előadásban, és Mary Poppinst is. Szintén a címszerepet alakította a Marie Antoinette magyarországi bemutatásakor az Operettszínházban is.
2016-ban bemutatták a MoM Sport Rendezvényközpontban a Houdini – a varázslatos musicalt is, amiben a híres bűvész feleségét, Besst alakíthatta. 2020-tól alakítja a József Attila Színház 9-től 5-ig című produkciójában Violet karakterét. 2021-ben a Kecskeméti Katona József Nemzeti Színházban újra Elisabeth szerepébe bújt. Decembertől a Madách Színház előadásaiban saját döntése okán már nem játszik tovább. Federico Fellini 8 és 1/2 című filmjének zenés színházi változatában, az Operettszínház 2021 őszén bemutatott Nine-Kilenc előadásában a főszereplő, Guido Contini múzsáját, Claudia Nardit alakítja, 2022 tavaszától pedig a Jekyll és Hyde musical női főszerepét, Lucy Harrist is.
2007-ben munkásságát a szakmai (Békés András vezette, Kállai Bori, Molnár Gabriella, Pongor Ildikó, András Ferenc, Gerdesits Ferenc, Kárpáti Tamás, Korcsmáros György, Matyi Dezső, Retkes Attila összetételű) zsűri musical-operett kategóriában Gundel-díjjal jutalmazta. 2022. október 24-én a Budapesti Operettszínház a magyar operett napja alkalmából adta át az évad színésze elismerést.
Színházi szerepei mellett a televízióban is láthatják a nézők. 2016-ban a Sztárban Sztár IV. évadának egyik versenyzője, és ősztől a FEM3 Cafe műsorvezetője volt. Reklámban is feltűnt, 2019 őszétől pedig két évadon keresztül volt a Mintaapák című sorozatban Kamarás Iván partnere.
2017 és 2020 között a Pesti Magyar Színiakadémia által indított zenés képzésnek volt vezető zenés mesterség tanára Szente Vajk osztályfőnök mellett.
Több hangoskönyv is napvilágot látott felolvasásában.

### Énekes karrier
Énekesnőként számos mese betétdalát énekelte és több musical CD-n is közreműködött. Karrierje fontos állomása volt, mikor 2008-ban megnyerte a Magyar Televízió könnyűzenei vetélkedőjét, a Csináljuk a fesztivált! a Woman in Love (Szerelmes asszony) című dal, Barbra Streisand világslágerének előadásával.
1993-ban, még gimnazistaként a győri Salut együttes énekeseként aratott sikert (részt vettek többek között az első majki Non Stop rockfesztiválon is), de hamarosan Budapestre költözött, a musical mellett döntött. Negyedikes gimnazistaként beiratkozott Toldy Mária magániskolájába, majd már színészhallgatóként Bagó Gizella lett énekmestere. A főiskolai évek alatt nem volt megengedett a nyilvános fellépés, de a három év leteltét követően már nyáron egy show-műsorban énekelt. Első férjével, Homonnay Zsolttal is ekkortól kezdve, gyakran lépett fel különböző énekes produkciókban. Két közös lemezük is megjelent. A Ketten című albumot 2009-ben adták ki, majd 2010-ben jelent meg a Két szív. Az előbbi albumon hét duett mellett szólószámok is hallhatók: két dalt Homonnay Zsolt énekelt, Polyák Lilla előadásában pedig rákerült két Lara Fabian-feldolgozás – az Örökké és az Eskünk, amik szövegét férje írta -, a Csináljuk a fesztivált!-ból pedig a My Way és a Woman In Love. A másodikra is kerültek szólódalok, amik közül kettőt adott elő: a számára írt Rakonczai, Rácz – Szabó Ági szerzeményt Itt és most és a Te vigyázz rám címűt. Mindkét album aranylemez lett.
Már bécsi tartózkodása alatt turnézott egy német társulattal az ABBA Tribute Show koncerttel, majd 2010 tavaszán debütált Janza Katával egy ABBA dal- és musical-válogatás műsorral ABBA SHOW és Mesés Musical, később, 2020-ban pedig a zenekaros változatával ABBA Show címmel, amivel azóta is járják az országot. A produkció nem csak a slágerekkel, a ruhákkal és a koreográfiával is a 70-es évek diszkó korszakát idézik.
2011-ben az Itt és most a 70. helyen végzett a Rádiós Top 100-on, amit a hallgatottsági adatok alapján állítottak össze.A dalt Rácz Gergő, Rakonczai Viktor és Szabó Ágnes írták. 2013-ban az Eurovíziós Dalfesztivál nemzeti dalválogatójára Bella Máté, Szente Vajk és Galambos Attila írta a Valami más című dalt (angol változata: I Gotta Fly), ami A Dal első középdöntőig menetelt. 2014-ben Rácz Gergő, Rakonczai Viktor és Homonnay Zsolt Karcolás című szerzeményével (angol változata: Rise Again) került be újra a A Dal első középdöntőjébe.
2014-ben megjelent első szóló válogatásalbuma a Most és Mindörökké, a Sony Music Entertainment Magyarország kiadásában. Ezen 10 dal szerepelt, ezek között a Woman In Love, az Itt és most, a Bűbáj végefőcímeként híressé vált Ever Ever After, valamint az Eurovíziós slágerei és a Rácz Gergővel duettben énekelt Egyetlen szó.
2019-ben a Fővárosi Nagycirkusz Kötéltánc dalpályázatának zsűrije volt.

## Díjai
- Évad Musicalszínésze díj (Budapesti Operettszínház, 2022)[38]
- Gundel művészeti díj (2007)

## Fontosabb színházi szerepei
| Szerző                                                                             | A darab címe                                         | Játszott szerep              | Színház                                                        | Bemutató/szerepátvétel éve |
| ---------------------------------------------------------------------------------- | ---------------------------------------------------- | ---------------------------- | -------------------------------------------------------------- | -------------------------- |
| Szente Vajk, Galambos Attila, Juhász Levente                                       | Kőszívű                                              | Bradlayné                    | Kecskeméti Katona József Nemzeti Színház                       | 2022                       |
|                                                                                    | Kőszívű – A Baradlay-legenda                         | Bradlayné                    | Erkel Színház                                                  | 2022                       |
| Robert Louis Stevenson, Frank Wildhorn, Leslie Bricusse                            | Jekyll és Hyde                                       | Lucy Harris                  | Budapesti Operettszínház                                       | 2022                       |
| Choderlos de Laclos regénye nyomán, Kiss Csaba, Kovács Adrián, Müller Péter Sziámi | Veszedelmes viszonyok                                | Merteuil márkiné             | Budapesti Operettszínház                                       | 2022                       |
| Michael Kunze, Sylvester Levay                                                     | Elisabeth                                            | Elisabeth                    | Kecskeméti Katona József Nemzeti Színház                       | 2021                       |
| Arthur Kopit, Maury Yeston                                                         | Nine – Kilenc                                        | Claudia Nardi                | Budapesti Operettszínház                                       | 2021                       |
| Patricia Resnick, Dolly Parton, Szente Vajk és Galambos Attila                     | 9-től 5-ig – A musical                               | Violet                       | József Attila Színház                                          | 2020                       |
| Gregg Opelka, Galambos Attila                                                      | C'est la vie                                         | Fatiguée                     | Pinceszínház                                                   | 2019                       |
| Richard Rodgers és Oscar Hammerstein, Molnár Ferenc Liliomja alapján               | Carousel – Liliom                                    | Mrs. Mullin                  | Budapesti Operettszínház                                       | 2019                       |
| Richard Rodgers és Oscar Hammerstein, Molnár Ferenc                                | Carousel – Liliom                                    | Nettie Fowler                | Budapesti Operettszínház                                       | 2019                       |
|                                                                                    | Párizsi randevú Polyák Lillával és Homonnay Zsolttal | Közreműködő                  | Budapesti Operettszínház                                       | 2019                       |
| Szörényi Levente és Bródy János                                                    | István a király                                      | Sarolt                       | Budapesti Operettszínház                                       | 2018                       |
| Kal Pintér Mihály, Varga Bálint                                                    | Houdini, a varázslatos musical                       | Bess                         | MoM Sport                                                      | 2016                       |
| Lévay Szilveszter, Michael Kunze                                                   | Marie Antoinette                                     | Marie Antoinette             | Budapesti Operettszínház                                       | 2016                       |
| Menken-Ashman-Rice                                                                 | A Szépség és a Szörnyeteg                            | Teamama                      | Budapesti Operettszínház                                       | 2014                       |
| Gyárfás-Szabó-Szente                                                               | Tanulmány a nőkről                                   | Balogh Éva                   | Madách Színház                                                 | 2014                       |
| Horgas Eszter                                                                      | Hét boszorka koncertelőadás                          | az egyik mindentudó boszorka | Centrál Színház (ősbemutató: Margitszigeti Szabadtéri Színpad) | 2013 (2012)                |
| Disney-Cameron-Mackintosh                                                          | Mary Poppins                                         | Mary Poppins                 | Madách Színház                                                 | 2012                       |
| Vizy-Tóth                                                                          | Én, József Attila                                    | Kozmutza Flóra               | Madách Színház                                                 | 2012                       |
| Galambos-Szente-Bolba                                                              | Csoportterápia                                       | Natasa                       | Madách Színház                                                 | 2011                       |
| Webber-Rice                                                                        | 'Jézus Krisztus szupersztár                          | Mária Magdolna               | Madách Színház                                                 | 2010                       |
| Lévay-Kunze                                                                        | Rebecca-A Manderley-ház asszonya                     | Mrs. Danvers                 | Budapesti Operettszínház                                       | 2010                       |
| Idle-Du Prez                                                                       | Spamalot, avagy a Gyalog Galopp                      | Tó úrnője                    | Madách Színház                                                 | 2009                       |
|                                                                                    | Musicalmesék                                         | Tündér Lilla                 | Budapesti Operettszínház                                       | 2009                       |
| Gérard Presgurvic, Shakespeare                                                     | Rómeó és Júlia                                       | Dajka                        | Budapesti Operettszínház                                       | 2008                       |
| Webber-Rice                                                                        | József és a színes szélesvásznú álomkabát            | Mesélő                       | Madách Színház                                                 | 2008                       |
| Wildhorn-Murphy                                                                    | Rudolf – Az utolsó csók                              | Stefánia                     | Budapesti Operettszínház                                       | 2006                       |
| Menken-Ashman-Rice                                                                 | A Szépség és a Szörnyeteg                            | Madame de la Nagykomód       | Budapesti Operettszínház                                       | 2005                       |
| Webber-Elton-Bródy                                                                 | Volt egyszer egy csapat                              | Christine                    | Madách Színház                                                 | 2005                       |
| Gérard Presgurvic, Shakespeare                                                     | Rómeó és Júlia                                       | Capuletné                    | Budapesti Operettszínház                                       | 2004                       |
| LaChiusa                                                                           | Helló! Igen?!                                        | A színésznő                  | Budapesti Operettszínház                                       | 2004                       |
| Lévay-Kunze                                                                        | Mozart!                                              | Waldstätten bárónő           | Budapesti Operettszínház                                       | 2003                       |
| Larson                                                                             | Robbanás előtt (Tick, tick... boom)                  | Susan                        | Pécsi Nemzeti Színház                                          | 2003                       |
| Lévay-Kunze                                                                        | Elisabeth                                            | Sissi                        | Budapesti Operettszínház                                       | 2002                       |
| Böhm-Korcsmáros-Horváth                                                            | Valahol Európában                                    | Éva                          | Pécsi Nemzeti Színház                                          | 2002                       |
| Kocsák-Miklós                                                                      | Anna Karenina                                        | Anna Karenina                | Madách Színház                                                 | 2002                       |
| Isherwood-Kander-Ebb                                                               | Kabaré                                               | Sally Bowles                 | Debreceni Csokonai Színház                                     | 2002                       |
| Werner Sobotka                                                                     | Moby Dick                                            |                              | Musical Sommer Amstetten                                       | 2001                       |
| Lévay-Kunze                                                                        | Mozart!                                              | Waldstätten bárónő           | Theater an der Wien                                            | 2000                       |
| Webber-Arlen-Rice-Harburg                                                          | Óz, a csodák csodája                                 | Dorothy                      | Vígszínház                                                     | 1998                       |
| Presser-Sztevanovity-Horváth                                                       | A padlás                                             | Kölyök                       | Győri Nemzeti Színház                                          | 1995                       |

## Filmográfia

### Filmszerepek
- Mintaapák – Klára (televíziósorozat, 2019–2021)
- Karádysokk – Dorottya (televíziósorozat, 2011)
- Igazából apa – Emma (vígjátékfilm, 2010)
- Made in Hungária műsorvezető a döntőben (játékfilm, 2009)
- Közel a szerelemhez (filmdráma, 1999)

### Televíziós szereplések
- Akusztik miniprogram – Wolf Kati & Polyák Lilla- Vigyél el (unplugged koncerteket sugárzó műsor, 2019)[70]
- Utazás a lelked körül – Peller Mariannal vendég (magazinműsor, 2017)
- Sztárban Sztár 4. évad (zenés show-műsor, 2016)
- A dal versenyző (vetélkedő, 2014)[71]
- Karcolás (4 perc, 2013)[72]
- A dal versenyző (vetélkedő, 2013)[73]
- Ketten (koncertfilm, 2011)[74]
- Két szív (koncertfilm, 2011)[75]
- Sztárok a pácban 5.4 (szórakoztató műsor, 2011)
- Csináljuk a Fesztivált! szereplő (zenei sorozat, 2009[76])
- Érintés – Az Adagio együttes koncertje vendégénekes (2008[77])
- ...meseautóban (magyar filmzene sláger összeállítás, 2007[78])

### Betétdalok
- Bűbáj (Most és mindörökké, 2007)
- A legelő hősei (Tenyérnyi kis égbolt, 2004)[79]
- Mackótestvér (2003/2004)[80]
- Eszeveszett birodalom (2000)

## Hangoskönyvek
- Pamela Lyndon Travers: Mary Poppins a Cseresznyefa utcában (e-hangoskönyv: 2022)[81]
- Pamela Lyndon Travers: A csudálatos Mary Poppins (2019,[82] e-hangoskönyv: 2021[83]
- Pamela Lyndon Travers: Mary Poppins a Parkban (2018,[84] e-hangoskönyv: 2021[85])
- Pamela Lyndon Travers: A csudálatos Mary kinyitja az ajtót (2017,[86] e-hangoskönyv: 2022[87])
- Pamela Lyndon Travers: A csudálatos Mary visszatér (2016,[88] e-hangoskönyv: 2021[89]
- K. László Szilvia: Marci és az évszakok (2016)[90]

## Diszkográfia

### Albumok
- Most és Mindörökké (2014)[91]
- Két szív (Homonnay Zsolttal, 2010)[92]
- Ketten (Homonnay Zsolttal, 2009)

### Kislemezek
- Maradj (2021)
- Itt a tél (további közreműködők: Takács Nikolas, Radics Gigi, Szőke Nikoletta, 2017)[93]
- Ever Ever After (2015)
- Ecset és vászon (2015)
- Egyetlen szó (Feat. Rácz Gergő, 2014)
- Rise Again (2014)
- White Christmas (2013)
- Legyen ünnep (2013)
- Tél, amit ígértél (2013)
- Karcolás (2013)
- Valami más / I Gotta Fly (2013)[94]

### További albumokon, válogatásokon
Számos musical és koncert CD-n is szerepel. Többek között:
- Kormorán és vendégei – Mennyből az angyal – a Szeretet Gála (Hét év után, A szeretet az egyetlen;[95] DVD, 2010)
- Adagio – Koncert Papp László Budapest Sportcsarnok (Bármit Megtennék; DVD, 2008)
- Bródy 60 koncertfilm (Mama kérlek, Hová tűntek; DVD, 2006)
- Andrew Lloyd Webber, Ben Elton, János Bródy: Volt egyszer egy csapat (CD, 2006)
- Kern András – Presser Gábor: Szent István Körút 14. (A nagy szerep, Szabadság-dal, Színészdal; CD, 1998)

## Videóklipek
- Maradj (2021)[96]
- Karcolás (2013)[97]
- Valami más (2013)[98]